# Триволцио
Триво̀лцио (на италиански: Trivolzio; на ломбардски: Trivols, Триволс) е село и община в Северна Италия, провинция Павия, регион Ломбардия. Разположено е на 97 m надморска височина. Населението на общината е 2290 души (към 2017 г.).